# Cassiope palpebrata
Cassiope palpebrata är en ljungväxtart som beskrevs av William Wright Smith. Cassiope palpebrata ingår i släktet kantljungssläktet, och familjen ljungväxter. Inga underarter finns listade i Catalogue of Life.